# Idioma bamum
El idioma bamum, también llamado Bamún, Shüpamom o Mum, es una de las lenguas Volta-Níger de Camerún con aproximadamente 215.000 hablantes.
A fines del siglo XIX el idioma se hablaba pero no tenía sistema de escritura. El rey Ibrahim Njoya, que dedicó buena parte de su vida al progreso cultural de los bamún, se basó en la escritura árabe para crear un sistema adaptado al bamum. Al principio el sistema estaba compuesto de tantos signos que era muy difícil memorizarlo todo. Con el tiempo, sin embargo, simplificó el alfabeto reduciéndolo a 70 letras.
Esta escritura se llegó a conocer como escritura Shümom.
Cuando llegaron los franceses el sistema se dejó de usar y fue reemplazado por otro diseñado por los misioneros quienes tomaron prestados los caracteres del alfabeto latino. Éste es el sistema que se enseña en las escuelas en la actualidad. No obstante, hay quienes aún promueven el uso del antiguo sistema Shümom.